# Pomsta (film, 1990)
Pomsta (v anglickém originále Revenge) je americký filmový romantický thriller z roku 1990, který režíroval Tony Scott a ve kterém hrají Kevin Costner, Anthony Quinn, Madeleine Stowe, Miguel Ferrer a Sally Kirkland. Film vznikl v produkci společností New World Pictures a Rastar Films a byl vydán společností Columbia Pictures. Některé scény se natáčely v Mexiku. Ve filmu se také objevil v jedné ze svých prvních filmových rolí John Leguizamo. Film je natočen podle novely Jima Harrisona, která vyšla v časopise Esquire v roce 1979. Harrison je také spoluautorem scénáře k filmu. Film si od svého uvedení získal kultovní oblibu zejména pro své temné téma a Scottovu režii, v Pákistánu byly natočeny dva remaky pod názvy Zid (1991) a Baghi (2001). 

## Děj
Michael "Jay" Cochran, bývalý pilot amerického námořnictva, přijímá pozvání svého bohatého přítele Tiburona "Tibeyho" Mendeze k pobytu v jeho haciendě v Mexiku. Tibey je vlivný zločinecký boss obklopený bodyguardy. Jay se zde setkává s jeho mladou, krásnou, ale nešťastnou ženou Miryeou, která touží po dítěti, ale Tibey ji odmítá, aby si uchovala svůj vzhled.
Jay a Miryea se do sebe zamilují a během večírku se tajně pomilují. Jay chce odjet, ale Miryea ho přesvědčí, aby zůstal, a společně prchají do odlehlé chaty. Tibey však jejich vztah odhalí, přepadne je se svými muži a Miryeu brutálně znetvoří, zatímco Jay je surově zbit a ponechán na smrt v poušti. Miryea je prodána do nevěstince, kde je pravidelně drogována a zneužívána. Zoufalá nakonec schválně sdílí jehlu s nakaženým mužem a dostává HIV.
Jay je zachráněn místním farmářem Maurem a po uzdravení se vydává na cestu pomsty. Sleduje a zabíjí jednoho z Tibeyho mužů, poté získává pomoc od Amadora a Ignacia, kteří mají s Tibeym vlastní účty k vyrovnání. Přepadnou Tibeyho během ranní vyjížďky a Jay žádá informaci o Miryee. Tibey mu odpustí za jejich zradu a prozradí, že Miryea je v klášteře.
Jay ji tam nachází umírající. Přiznávají si lásku, než Miryea zemře v jeho náručí, zatímco Jay truchlí nad ztrátou ženy, kterou miloval.